# Steffen Rudolph
Steffen Rudolph (* 1940 in Chemnitz) ist ein ehemaliger deutscher Diplomat und Botschafter.

## Leben
Rudolph wurde in Chemnitz-Adelsberg geboren. Das Wohnhaus wurde 1945 während des Zweiten Weltkriegs von Bomben getroffen, weswegen er mit seiner Familie zu Verwandten am Dorfrand zog. Am 8. Mai 1945, am Tag der Befreiung, starb der 11-jährige Bruder Rainer beim Spielen mit einer Bazooka. Rudolphs Vater, siebtes Kind einer Bauernfamilie, hatte zusammen mit seinem Bruder eine kleine Fabrik für Zündkerzen. Der Vater war Nationalsozialist und wurde kurz nach Ende des Kriegs im von der Sowjetischen Militäradministration errichteten Speziallager Bautzen I interniert. Dort verstarb der Vater. Der älteste Bruder von Steffen Rudolph übernahm die Fabrik des Vaters. Im Jahr 1946 bestand die Gefahr, dass die Mutter ebenfalls inhaftiert wird. Ein Brief von einem Freund an die Mutter wurde abgefangen, in dem Witze über Stalin geäußert wurden, weswegen Rudolphs Mutter ins Visier geriet und vernommen werden sollte. Der Bruder und die Mutter flohen daraufhin in einem LKW in die britische Besatzungszone und ließen Rudolph zurück beim Onkel. Ein halbes Jahr später floh auch der Onkel zusammen mit Rudolph nach Bad Berleburg Schwarzenau, wo Rudolph aufwuchs.
Er studierte Englisch und Geschichte an der Eberhard Karls Universität Tübingen, an der Philipps-Universität Marburg und an der Georg-August-Universität Göttingen. Sein Studienreferendariat schloss er in Darmstadt ab und war Assessor des Lehramts.

## Laufbahn
In den Auswärtigen Dienst trat er 1968 ein. Seine Auslandsstationen nach der Attachéausbildung führten ihn an die deutschen Botschaften in Tunis (Tunesien), Sanaa (Jemen), Budapest (Ungarn), Kingston (Jamaika), Mogadischu (Somalia) und Algier (Algerien). Seinen ersten Botschafter-Posten bekleidete er von 1985 bis 1987 an der deutschen Botschaft in Somalia, wofür Mohamed Siad Barre sein Agrément erteilte. Dann wechselte er 1988 turnusmäßig zurück ins Auswärtige Amt. Dort war er als Referatsleiter für Protokollfragen, insbesondere für die Besuche von Staatsoberhäuptern, Regierungschefs und Außenministern zuständig. Dann arbeitete er bei der ständigen Vertretung der Bundesrepublik Deutschland bei den Vereinten Nationen in New York. Dort hat er sich thematisch vor allem mit arabischen Ländern befasst. Von 1998 bis 2000 war er Botschafter in Algier, bis er als Ministerialdirektor Leiter der Zentralabteilung des Auswärtigen Amtes wurde.
In den 2000er Jahren wurde Rudolph pensioniert. 2013 wurde ihm das Verdienstkreuz am Bande verliehen. Nach dem Unfall des Germanwings-Flugzeugs im Jahr 2015 in den Westalpen in Südfrankreich wurde Rudolph als Ombudsmann für die Opfer des Unfalls ernannt. Er war Ansprechpartner für die Angehörigen der Opfer.
Rudolph ist Mitglied im Berlin-Karlshorster Bürgerverein.